# Tom Hardy

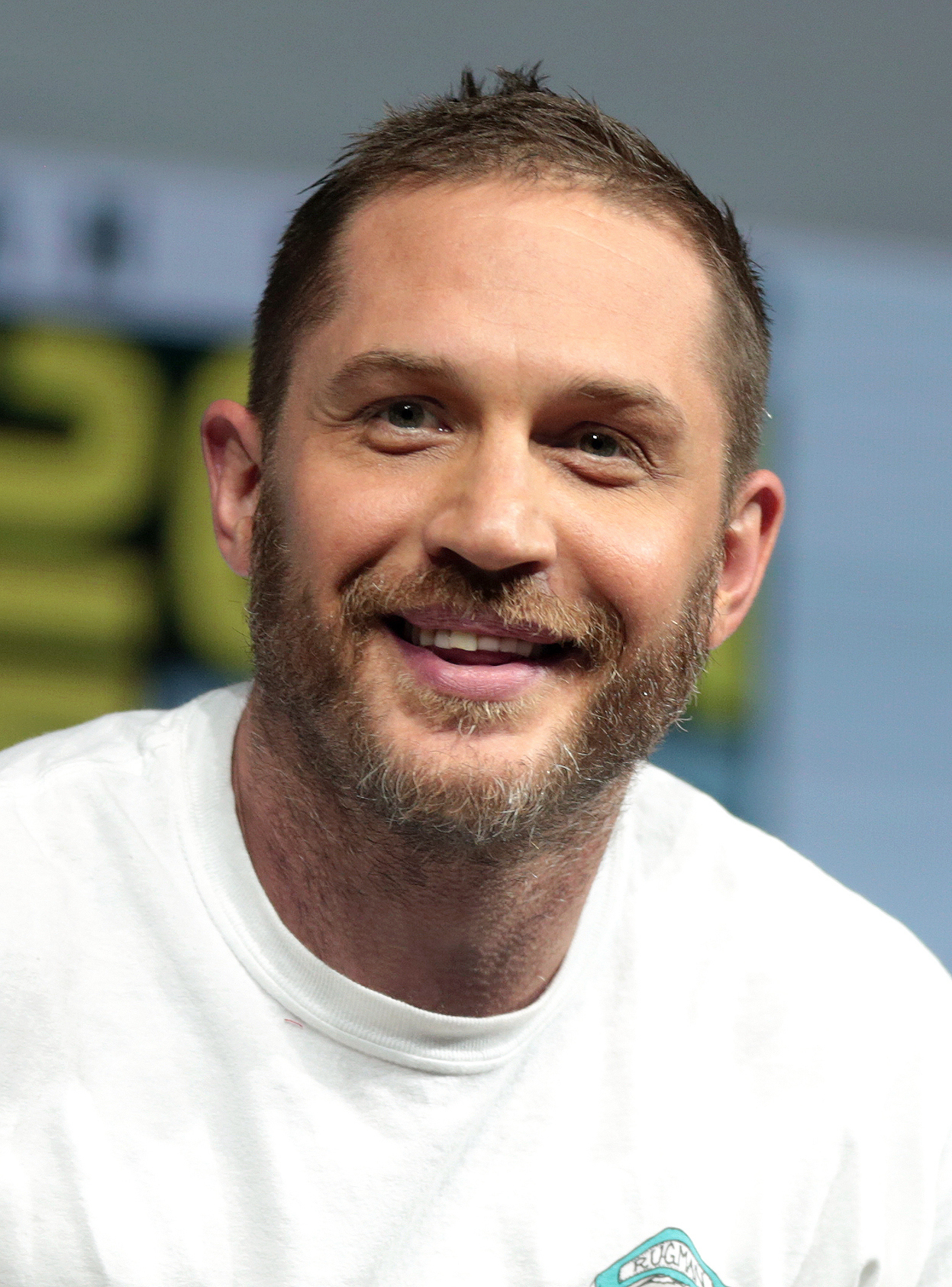
Tom Hardy auf der San Diego Comic-Con International 2018

Edward Thomas „Tom“ Hardy, CBE (* 15. September 1977 in Hammersmith, London) ist ein britischer Film- und Theaterschauspieler.

## Leben
Hardy ist der Sohn des Londoner Comedyautors Chips Hardy und der Malerin Elizabeth Anne Barrett. Er absolvierte das Drama Centre London und begann seine Karriere als Schauspieler in Kriegsfilmproduktionen, so 2001 in der Miniserie Band of Brothers und im selben Jahr in dem Spielfilm Black Hawk Down von Ridley Scott. Seinen internationalen Durchbruch feierte er 2002 mit Star Trek: Nemesis als Filmbösewicht Shinzon. Er war für die Rolle für einen Saturn Award nominiert.
2003 wurde Hardy auch als Theaterschauspieler tätig und trat in zwei Stücken am Royal Court Theatre und am Hampstead Theatre auf. Dafür erhielt er zwei Nominierungen als bester Newcomer für den London Evening Standard Theatre Award und 2004 für den Laurence Olivier Award. Zwei Jahre später war er in der BBC-Serie The Virgin Queen als Robert Dudley, der Jugendliebe von Königin Elisabeth I., zu sehen. 2006 spielte er in einer Neuadaption der Science-Fiction-Serie A for Andromeda ebenfalls eine der größeren Rollen.
2008 war Hardy in dem Gangsterfilm Rock N Rolla neben Schauspielern wie Gerard Butler, Tom Wilkinson und Mark Strong zu sehen. Ein Jahr später spielte er die Hauptrolle in dem Dokudrama Bronson, das auf dem Leben des Häftlings Charles Bronson basiert. Im selben Jahr übernahm er in der Miniserie The Take von Martina Cole die Hauptrolle eines drogenabhängigen Gauners und wurde für den Crime Thriller Award nominiert.
2010 spielte er zum ersten Mal am US-amerikanischen Theater in Chicago in dem Stück The Long Red Road, bei dem Philip Seymour Hoffman Regie führte. Im selben Jahr war er in Christopher Nolans Blockbuster Inception in der Rolle des Eames zu sehen. 2011 spielte er neben Joel Edgerton und Nick Nolte in dem Sportlerdrama Warrior mit. Nolan engagierte ihn erneut, diesmal für seinen neuen 2012 veröffentlichten Batman-Film The Dark Knight Rises, in dem Hardy die Rolle des Filmbösewichts Bane übernahm. 2015 spielte Hardy im Überlebensdrama The Revenant – Der Rückkehrer die Rolle des Fallenstellers John Fitzgerald und wurde dafür für den Oscar als bester Nebendarsteller nominiert. Außerdem stand er 2015 für den australischen Actionfilm Mad Max: Fury Road vor der Kamera, wo er in der Hauptrolle des Max Rockatansky zu sehen war. 2018 spielte er die Hauptrolle in der Comicverfilmung Venom.
Hardy war von 1999 bis 2004 mit Sarah Ward verheiratet. 2010 verlobte er sich mit der britischen Schauspielerin Charlotte Riley. Das Paar heiratete im Juli 2014 und bekam im Oktober 2015 sein erstes gemeinsames Kind. Ende 2018 folgte sein zweites Kind. Aus einer früheren Beziehung mit der Schauspielerin Rachael Speed hat er ebenfalls einen Sohn.
Hardy bestritt 2022 mehrere Wettkämpfe im Brazilian Jiu-Jitsu, die er gewann. Er besitzt (Stand September 2022) in jener Sportart einen blauen Gürtel.

## Filmografie (Auswahl)

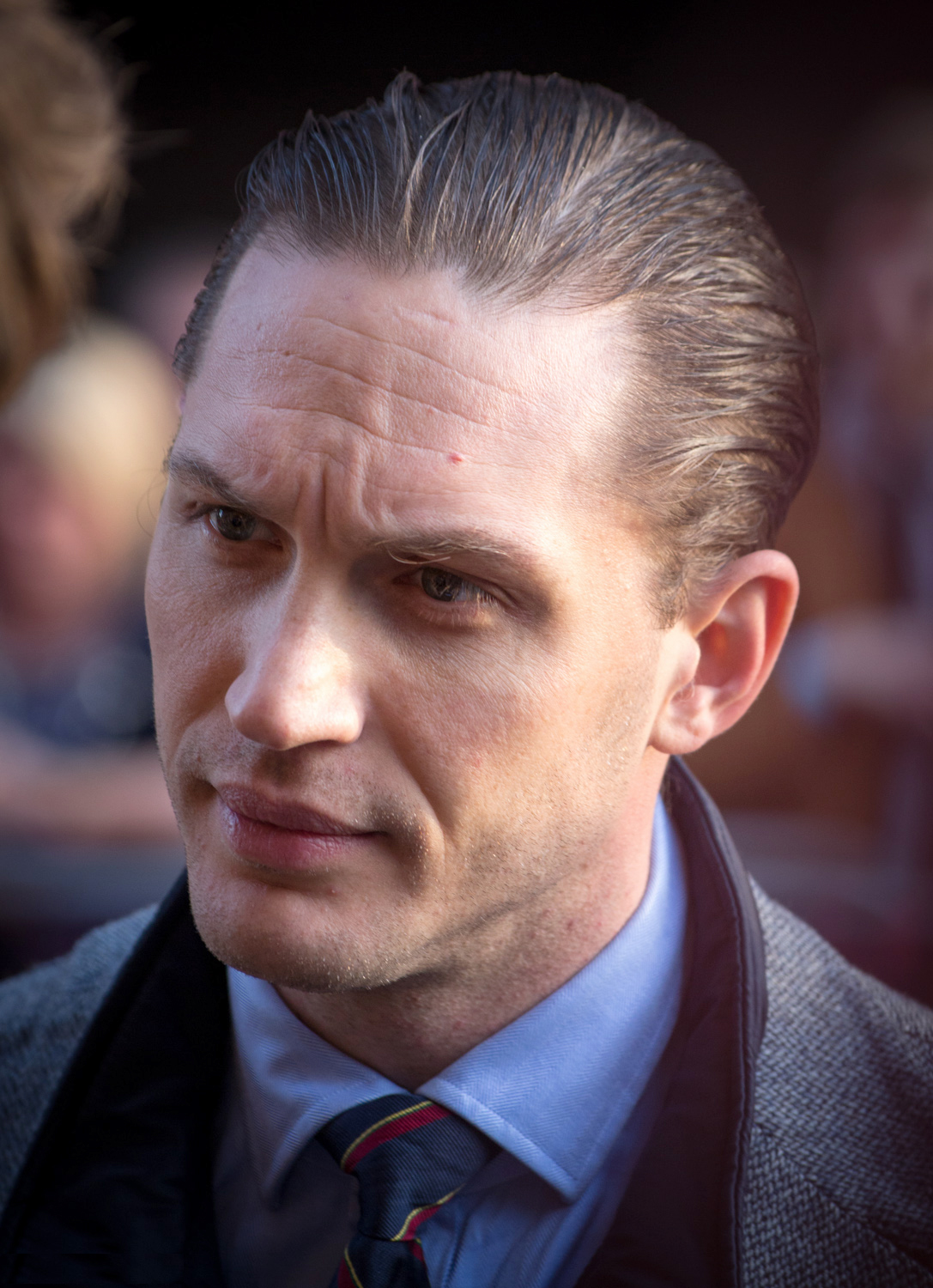
Tom Hardy (2014)

- 2001: Band of Brothers – Wir waren wie Brüder (Band of Brothers, Miniserie)
- 2001: Black Hawk Down
- 2002: Star Trek: Nemesis
- 2003: The Reckoning
- 2003: Ein gefährlicher Kuss (Dot the I)
- 2004: Layer Cake (L4yer Cake)
- 2005: Colditz – Flucht in die Freiheit (Colditz)
- 2005: Gideon’s Daughter
- 2005: Elizabeth I – The Virgin Queen (The Virgin Queen, Miniserie)
- 2006: Minotaur
- 2006: Marie Antoinette
- 2007: Die Flut – Wenn das Meer die Städte verschlingt (Flood)
- 2007: WΔZ – Welche Qualen erträgst du? (WΔZ)
- 2007: Wer war Stuart Shorter? (Stuart: A Life Backwards, Fernsehfilm)
- 2007: Meadowlands – Stadt der Angst (Cape Wrath, Fernsehserie)
- 2008: Bronson
- 2008: Rock N Rolla (RocknRolla)
- 2009: Emily Brontë’s Sturmhöhe (Wuthering Heights, Miniserie)
- 2009: The Code – Vertraue keinem Dieb (Thick as Thieves)
- 2009: The Take – Zwei Jahrzehnte in der Mafia (The Take, Miniserie)
- 2010: Inception
- 2011: Warrior
- 2011: Dame, König, As, Spion (Tinker, Tailor, Soldier, Spy)
- 2012: Das gibt Ärger (This Means War)
- 2012: Lawless – Die Gesetzlosen (Lawless)
- 2012: The Dark Knight Rises
- 2013: No Turning Back (Locke)
- 2014: The Drop – Bargeld (The Drop)
- 2014–2022: Peaky Blinders – Gangs of Birmingham (Peaky Blinders, Fernsehserie)
- 2015: Kind 44 (Child 44)
- 2015: Mad Max: Fury Road
- 2015: Legend
- 2015: The Revenant – Der Rückkehrer (The Revenant)
- 2017: Taboo (Fernsehserie 8 Folgen)
- 2017: Dunkirk
- 2017: Star Wars: Die letzten Jedi (Star Wars: The Last Jedi, Cameo)
- 2018: Venom
- 2020: Capone
- 2021: Venom: Let There Be Carnage (auch als Produzent)
- 2021: Spider-Man: No Way Home
- 2023: The Bikeriders
- 2024: Venom: The Last Dance
- 2025: MobLand – Familie bis aufs Blut (MobLand, Fernsehserie)
- 2025: Havoc (auch als Produzent)

## Synchronsprecher
Hardy wurde in früheren Jahren von vielen verschiedenen Synchronsprechern synchronisiert. Standardstimme seit dem Jahr 2014 ist Torben Liebrecht.

## Auszeichnungen
- 2003: Saturn-Award-Nominierung als Bester Nebendarsteller für Star Trek: Nemesis
- 2009: British Independent Film Award für Bronson (Bester Hauptdarsteller)
- 2011: Rising Star Award bei den British Academy Film Awards
- 2015: British Independent Film Award als Bester Schauspieler für Legend[5]
- 2016: Oscar-Nominierung als Bester Nebendarsteller für The Revenant – Der Rückkehrer
- 2018: Commander of the Order of the British Empire – Auszeichnung im Rahmen der Birthday Honours 2018[6]